# Ronielson da Silva Barbosa
Ronielson da Silva Barbosa (sinh ngày 11 tháng 5 năm 1995) là một cầu thủ bóng đá người Brasil.

## Sự nghiệp câu lạc bộ
Ronielson da Silva Barbosa đã từng chơi cho Albirex Niigata.